# Modern Men
Modern Men é uma sitcom norte-americana que era exibida no canal americano The WB. A série é exibida no Brasil pelo Warner Channel.
A série mostra a história de três amigos que tenta se tornar homens modernos consultando uma psicóloga inglesa.